# Kabinett Mackay
Das Kabinett Mackay war das neunzehnte Kabinett der Niederlande. Es bestand vom 21. April 1888 bis zum 21. August 1891.

## Zusammensetzung
| Amt                    | Amtsinhaber                                          | Partei  | Bemerkungen                              |
| ---------------------- | ---------------------------------------------------- | ------- | ---------------------------------------- |
| Premierminister        | Æneas Mackay jr.                                     | –       |                                          |
| Auswärtiges            | Cornelis Hartsen                                     | –       |                                          |
| Justiz                 | Gustave Louis Marie Hubert Ruijs de Beerenbrouck     | –       |                                          |
| Inneres                | Æneas Mackay jr. Alexander de Savornin Lohman        | ARP –   | bis 24. Februar 1890 ab 24. Februar 1890 |
| Finanzen               | Karel Antonie Godin de Beaufort                      | ARP     |                                          |
| Krieg                  | Johannes Willem Bergansius                           | –       |                                          |
| Marine                 | Hendrik Dyserinck Gerhardus Kruys                    | – –     | bis 31. März 1891 ab 31. März 1891       |
| Verkehr und Wirtschaft | Jacob Petrus Havelaar                                | ARP     |                                          |
| Kolonien               | Levinus Wilhelmus Christiaan Keuchenius Æneas Mackay | ARP ARP | bis 24. Februar 1890 ab 24. Februar 1890 |